# Groupama-FDJ
Groupama-FDJ is een Franse wielerploeg, gesponsord door het Franse kansspelbedrijf La Française des Jeux en -vanaf 4 maart 2018- Groupama, een verzekeringsbedrijf.
De ploeg is sinds 1997 actief in het peloton, eerst als La Française des Jeux, en heette in 2003 en 2004 FDJeux.com. Met de invoering van de UCI ProTour in 2005 kreeg de ploeg haar oude naam echter weer terug. Medio 2010 werd de naam veranderd in FDJ en vanaf seizoen 2012 heet de ploeg, na een fusie met de BigMat-Auber 93-formatie, FDJ-BigMat. Na een jaar is Française des Jeux weer de enige hoofdsponsor.
FDJ is een van de kleinere teams in de competitie en hoewel de meeste renners uit Frankrijk komen, waren de bekendere renners van het team vaak buitenlands: de Australische tijdrijder Bradley McGee, de Engelsman Bradley Wiggins, Mauro Gianetti, Davide Rebellin, Jevgeni Berzin, Fabrizio Guidi, Baden Cooke, Philippe Gilbert, Thomas Löfkvist en Jawhen Hoetarovitsj. Bekendere Franse (ex-)renners van de ploeg zijn onder anderen voormalig Parijs-Roubaix-winnaar Frédéric Guesdon, Christophe Mengin, Christophe Le Mével, Sandy Casar, Jean-Cyril Robin, Jimmy Casper, Arnaud Démare, Pierrick Fédrigo en Thibaut Pinot.
Manager van het team is oud-renner Marc Madiot, terwijl diens broer Yvon, Martial Gayant en Franck Pineau ploegleiders zijn. Het team focust zich vooral op jonge renners en de Tour de France is voor de ploeg de belangrijkste koers.

## Ploegnamen
| Periode            | Naam                  |
| ------------------ | --------------------- |
| 1997-2002          | La Française des Jeux |
| 2003-2004          | FDJeux.com            |
| 2005- juni 2010    | La Française des Jeux |
| juli 2010-2011     | FDJ                   |
| 2012               | FDJ-BigMat            |
| 2013-2014          | FDJ.fr                |
| 2015- 3 maart 2018 | FDJ                   |
| 4 maart 2018-heden | Groupama-FDJ          |

## Grote rondes
| Jaar | Ronde van Italië                        | Ronde van Italië                | Ronde van Frankrijk              | Ronde van Frankrijk                   | Ronde van Spanje        | Ronde van Spanje                         |
| Jaar | hoogste klassering                      | etappewinst                     | hoogste klassering               | etappewinst                           | hoogste klassering      | etappewinst                              |
| ---- | --------------------------------------- | ------------------------------- | -------------------------------- | ------------------------------------- | ----------------------- | ---------------------------------------- |
| 1997 | geen deelname                           | geen deelname                   | 20e Stéphane Heulot              | 16e Christophe Mengin                 | geen deelname           | geen deelname                            |
| 1998 | geen deelname                           | geen deelname                   | 13e Stéphane Heulot              |                                       | geen deelname           | geen deelname                            |
| 1999 | geen deelname                           | geen deelname                   | 14e Stéphane Heulot              |                                       | geen deelname           | geen deelname                            |
| 2000 | 58e Grzegorz Gwiazdowski Fabrizio Guidi | 16e Fabrizio Guidi              | 76e Xavier Jan                   |                                       | geen deelname           | geen deelname                            |
| 2001 | geen deelname                           | geen deelname                   | 66e Daniel Schnider              |                                       | geen deelname           | geen deelname                            |
| 2002 | geen deelname                           | geen deelname                   | 19e Nicolas Vogondy              | 7e Bradley McGee                      | geen deelname           | geen deelname                            |
| 2003 | 13e Sandy Casar                         |                                 | 78e Nicolas Fritsch Baden Cooke  | Proloog Bradley McGee 2e Baden Cooke  | geen deelname           | geen deelname                            |
| 2004 | 8e Bradley McGee                        | Proloog Bradley McGee           | 16e Sandy Casar                  |                                       | geen deelname           | geen deelname                            |
| 2005 | 71e Cyrille Monnerais                   |                                 | 29e Sandy Casar                  |                                       | 81e Jérémy Roy          |                                          |
| 2006 | 6e Sandy Casar                          |                                 | 63e Thomas Löfkvist              |                                       | 33e Eric Leblacher      |                                          |
| 2007 | 43e Francis Mourey                      |                                 | 64e Thomas Löfkvist              | 18e Sandy Casar                       | 54e Thomas Löfkvist     |                                          |
| 2008 | 27e Yoann Le Boulanger                  |                                 | 14e Sandy Casar                  |                                       | 19e Sandy Casar         |                                          |
| 2009 | geen deelname                           | geen deelname                   | 10e Christophe Le Mével          | 16e Sandy Casar                       | 25e Mikaël Cherel       | 17e Anthony Roux                         |
| 2010 | geen deelname                           | geen deelname                   | 22e Sandy Casar                  | 9e Sandy Casar                        | 14e Christophe Le Mével | 2e Jawhen Hoetarovitsj                   |
| 2011 | geen deelname                           | geen deelname                   | 15e Arnold Jeannesson Jérémy Roy |                                       | geen deelname           | geen deelname                            |
| 2012 | 25e Sandy Casar                         |                                 | 10e Thibaut Pinot                | 8e Thibaut Pinot 15e Pierrick Fédrigo | 23e Rémi Pauriol        |                                          |
| 2013 | 20e Francis Mourey                      |                                 | 29e Arnold Jeannesson            |                                       | 7e Thibaut Pinot        | 15e Alexandre Geniez 20e Kenny Elissonde |
| 2014 | 13e Alexandre Geniez Nacer Bouhanni     | 4e, 7e, 10e Nacer Bouhanni      | ↑Thibaut Pinot · Thibaut Pinot   |                                       | 77e Cédric Pineau       | 2e, 8e Nacer Bouhanni                    |
| 2015 | 9e Alexandre Geniez                     |                                 | 16e Thibaut Pinot                | 20e Thibaut Pinot                     | 16e Kenny Elissonde     |                                          |
| 2016 | 90e Benoît Vaugrenard                   |                                 | 14e Sébastien Reichenbach        |                                       | 20e Kenny Elissonde     | 3e Alexandre Geniez                      |
| 2017 | 4e Thibaut Pinot                        | 20e Thibaut Pinot               | 36e Rudy Molard                  | 4e Arnaud Démare                      | 52e Anthony Roux        |                                          |
| 2018 | 22e Sébastien Reichenbach               |                                 | 34e David Gaudu                  | 18e Arnaud Démare                     | 6e Thibaut Pinot        | 15e en 19e Thibaut Pinot                 |
| 2019 | 13e Valentin Madouas                    | 10e Arnaud Démare               | 13e David Gaudu                  |                                       | 21e Kilian Frankiny     |                                          |
| 2020 | 77e Kilian Frankiny                     | 4e, 6e, 7e en 11e Arnaud Démare | 24e Sébastien Reichenbach        |                                       | 8e David Gaudu          | 11e en 17e David Gaudu                   |
| 2021 | 14e Attila Valter                       |                                 | 11e David Gaudu                  |                                       | 58e Anthony Roux        |                                          |
| 2022 | 35e Attila Valter Arnaud Démare         | 5e, 6e, 13e Arnaud Démare       | 4e David Gaudu                   |                                       | 17e Thibaut Pinot       |                                          |
| 2023 | 5e Thibaut Pinot                        |                                 | 9e David Gaudu                   |                                       | 24e Lenny Martinez      |                                          |
| 2024 | 56e Enzo Paleni                         |                                 | 25e Valentin Madouas             |                                       | 6e David Gaudu          |                                          |
| 2025 | 33e Kevin Geniets                       |                                 | 16e Guillaume Martin             |                                       |                         |                                          |